# Albufera d'Elx
L'Albufera d'Elx fou un important espai humit del País Valencià.
L’Albufera d'Elx ocupava l'espai on actualment podem trobar el Parc Natural del Fondo i les Salines de Santa Pola així com les zones agrícoles dels municipis de Sant Felip Neri, Dolores, Catral i Sant Isidre que va existir fins al segle xviii. Estava ubicada a la desembocadura dels rius Vinalopó i Segura així com el riu Chicamo, convertit en un barranc igual d'altres que recorren la Serra de Crevillent. Va ser assecat per ordre del Cardenal Belluga, per aconseguir noves terres de cultiu i per evitar malalties i epidèmies, ja que les zones humides n'eren un focus. Des del punt de vista geològic és a la depressió d'Elx, a la conca del Baix Segura, i ocupa part del sinclinal limitat per les Serres de Santa Pola i la del Molar. L'elevació tectònica dels anticlinals produeix l'existència i conservació de terrasses quaternàries d'edat diferent adossades a ambdues serres.